# 風舞
『風舞』（かぜまい）は、チャゲ&飛鳥（現：CHAGE and ASKA）の1枚目のオリジナル・アルバム。1980年4月25日に発売された。発売元はワーナー・パイオニア（現：ワーナーミュージック・ジャパン）。
1984年、1986年12月15日、1990年7月21日、1999年12月16日、2001年9月19日にはCDとして、2009年8月26日にはSHM-CDとして再発売されている。

## 背景・制作
当時まだ第一経済大学（現：日本経済大学）の学生だった飛鳥涼に合わせて、製作は大学が休みの期間となる1980年2月から3月にかけて行われた。インストゥルメンタルの「追想」から始まり、インストゥルメンタルの「追想の主題」で終わるという構成になっている（ともに作曲・編曲は瀬尾一三）。「あとまわし」、「冬に置きざり」はキャニオン・レコード（現：ポニーキャニオン）よりCD盤が再発売される際にボーナス・トラックとして収録された。
収録曲のうち「私の愛した人」、「夢から夢へ」、「ひとり咲き」、「夏は過ぎて」、「流恋情歌」、「終章（エピローグ）」、「あとまわし」はアマチュア時代からの楽曲で、それ以外の楽曲はアルバムのために書き下ろした楽曲である。

## リリース・アートワーク
ジャケットにあしらわれている鳥の図柄は、初期の彼らのトレードマークとなり、レコード会社を移籍する1985年まで使用された。デザインは、彼らのプロデューサーである山里剛が中学時代の同級生であるデザイナーの河野博光によって手がけられた。
2009年8月26日には、紙ジャケット・シリーズの一環としてSHM-CD仕様でヤマハミュージックコミュニケーションズより再発売された。

## 収録曲
| #  | タイトル                                 | 作詞   | 作曲     | 編曲           | 時間 |
| -- | ---------------------------------------- | ------ | -------- | -------------- | ---- |
| 1. | 「追想」                                 |        | 瀬尾一三 | 瀬尾一三       | 2:45 |
| 2. | 「私の愛した人」                         | 飛鳥涼 | 飛鳥涼   | Maki、瀬尾一三 | 5:36 |
| 3. | 「夢から夢へ」                           | 飛鳥涼 | 飛鳥涼   | 瀬尾一三       | 3:09 |
| 4. | 「ひとり咲き」                           | 飛鳥涼 | 飛鳥涼   | 瀬尾一三       | 5:27 |
| 5. | 「風舞」(ストリングスアレンジ：瀬尾一三) | 飛鳥涼 | 飛鳥涼   | 笛吹利明       | 6:17 |

| #   | タイトル                           | 作詞             | 作曲   | 編曲     | 時間 |
| --- | ---------------------------------- | ---------------- | ------ | -------- | ---- |
| 6.  | 「御意見無用」                     | 阿里そのみ       | チャゲ | 瀬尾一三 | 3:54 |
| 7.  | 「夏は過ぎて」                     | 田北憲次         | チャゲ | 瀬尾一三 | 3:54 |
| 8.  | 「冬の夜」                         | 飛鳥涼           | 飛鳥涼 | 笛吹利明 | 4:08 |
| 9.  | 「流恋情歌」                       | 飛鳥涼           | 飛鳥涼 | 瀬尾一三 | 5:38 |
| 10. | 「終章（エピローグ）〜追想の主題」 | チャゲ、田北憲次 | チャゲ | 瀬尾一三 | 5:40 |

| 全編曲: 瀬尾一三。 |                  |           |           |       |
| #                  | タイトル         | 作詞      | 作曲      | 時間  |
| 11.                | 「あとまわし」   | 飛鳥涼    | 飛鳥涼    | 4:06  |
| 12.                | 「冬に置きざり」 | チャゲ    | チャゲ    | 4:34  |
| 合計時間:          | 合計時間:        | 合計時間: | 合計時間: | 55:10 |

## 楽曲解説
1. 追想
インストゥルメンタル。デビューアルバムの1曲目が自作曲でないことに飛鳥は納得いかない部分もあったが、これは「私の愛した人」の長いイントロなんだと思うことにしたと言う[2]。
2. 私の愛した人
前曲から、そのままイントロに繋がっている。
3. 夢から夢へ
1982年に発売したサウンドトラック盤『熱い想い』にインストゥルメンタル・バージョンが収録されている。
香港の歌手K.C Lee（李国祥）が、1992年のアルバム『餘情未了』で｢餘情未了｣というタイトルでカバーしている。
2004年8月28日に開催した野外ライブ『CHAGE and ASKA 25th Anniversary Special チャゲ&飛鳥 熱風コンサート』で久々に演奏された。
4. ひとり咲き
1979年8月25日に発売されたデビュー曲。この曲で「第17回ヤマハポピュラーソングコンテスト（通称：ポプコン）」に出場し、「つま恋本選会」で入賞した[4]。
5. 風舞
アルバムのタイトル曲。前曲と風のSEで繋がっている。
台湾の歌手フェイ・ユイチン（費玉清・费玉清）が、｢直到永远｣というタイトルでカバーしている。
6. 御意見無用
1982年に発売された『熱い想い』ではリメイクした「御意見無用'82」が収録されており、同年に開催したコンサートツアーのタイトルにもなった。
2004年8月28日に開催した野外ライブ『CHAGE and ASKA 25th Anniversary Special チャゲ&飛鳥 熱風コンサート』では｢御意見無用'82｣が演奏された。
7. 夏は過ぎて
チャゲがソロで第15回ヤマハポピュラーソングコンテスト福岡大会に出場し、グランプリを受賞した曲である。ヤマハ福岡支部のディレクターから、同大会で最優秀歌唱賞を受賞した飛鳥と一緒に九州大会に出場することを勧められ、チャゲ&飛鳥が結成されるきっかけとなる[1]。
2004年8月28日に開催した野外ライブ『CHAGE and ASKA 25th Anniversary Special チャゲ&飛鳥 熱風コンサート』で久々に演奏された。
8. 冬の夜
フェイ・ユイチン（費玉清・费玉清）が、｢冬之夜｣というタイトルでカバーしている。
ASKAが『ASKA CONCERT TOUR 12>>13 ROCKET』で演奏している。
9. 流恋情歌
1980年2月25日に発売されたシングル曲。この曲で「第16回ヤマハポピュラーソングコンテスト」に出場し、「つま恋本選会」で初めて入賞した[5]。
10. 終章（エピローグ）〜追想の主題
チャゲが19歳のときに作った曲である。多くのアルバムに収録されており、なかでもアルバム『PRIDE』、『STAMP』にはリメイクした楽曲が、CHAGEのアルバム『Many Happy Returns』『音道』にはセルフカバーした楽曲が収録されている。
当時発売されたレコード盤、カセット盤及びアルバムが初めてCD化された際は、本曲が2曲に分割されており、「終章 (エピローグ)」が10曲目、「追想の主題」が11曲目となっていた。
アンディ・ラウ（劉徳華・刘德华）が、｢笑着哭｣というタイトルでカバーしている。
11. あとまわし
1979年8月25日に発売されたシングル「ひとり咲き」B面曲。CD盤が再発売される際にボーナス・トラックとして収録された。
12. 冬に置きざり
1980年2月25日に発売されたシングル「流恋情歌」B面曲。CD盤が再発売される際にボーナス・トラックとして収録された。

## 参加ミュージシャン
- Drums：島村英二、森谷順
- Bass：高橋ゲタ夫、平野融、岡沢茂
- E.Guitar：矢島賢、芳野藤丸
- A.Guitar：笛吹利明
- Keyboards：MAKI
- Percussion：ペッカー
- Alt Sax：Jake H. Concepcion
- Violin Solo：武川雅寛
- Cello Solo：前田昌利
- Harmonica：崎元譲、飛鳥涼
- Chorus：BUZZ、和田夏代子、福島真知子、瀬尾一三+KUMAKAKA
- Koto：山内喜美子
- Tsuzumi：仙波清彦

## アルバム曲のその他収録作品
※シングル収録曲は、｢ひとり咲き｣・｢流恋情歌｣の項目を参照
夢から夢へ
- 倆心知〜原創紀念歌集 （1993年）
- Asian Communications Best （2008年）

終章（エピローグ）〜追想の主題
- Standing Ovation （1985年）
- PRIDE （1989年）※リメイク音源を収録
- 倆心知〜原創紀念歌集 （1993年）
- 恰克 CHAGE精選集 （1998年）
- CHAGE BEST SONGS/PROLOGUE （1998年）※PRIDEの収録音源から「追想の主題」がカットされた音源を収録
- 倆角形 Duet Angle 20th anniversary （1999年）
- CHAGE&ASKA VERY BEST ROLL OVER 20TH （1999年）
- STAMP （2002年）※再リメイク音源を収録
- THE BEST （2004年）
- Asian Communications Best （2008年）
- Many Happy Returns / Chage （2009年）※Chageによるセルフカバー音源を収録